# Lamprosema biformis
Lamprosema biformis is een vlinder uit de familie van de grasmotten (Crambidae), uit de onderfamilie van de Spilomelinae. De wetenschappelijke naam van deze soort is voor het eerst gepubliceerd in 1889 door Arthur Gardiner Butler.
De soort komt voor in India (Himachal Pradesh).